# Йоганн Георг Обріст
Йо́ганн Ґе́орґ О́бріст (нім. Johann Georg Obrist; 26 травня 1843, Єнбах, Тіроль — 18 квітня 1901, Інсбрук) — австрійський літературознавець, перекладач і поет.

## Біографічні дані
Йоганн Ґеорґ Обріст народився в сім'ї заможного мельника — брата австрійського письменника Ганса Обріста (1798 — 1882). Навчався в початковій школі в Єнбаху, а тоді в інсбруцькій гімназії, де вчитель Адольф Піхлер помітив хист Йоганна Ґеорґа до літератури й сприяв його розвиткові. Здобувши середню освіту, Обріст студіював германістику та класичну філологію в Інсбруцькому університеті. Був членом (як згодом і його син Вальтер) студентського демократичного корпусу «Ретія».
Провчившись шість семестрів, Обріст у червні 1866 року добровільно пішов служити стрільцем в Академічному легіоні, який брав участь у битві за Венецію на австро-італійській війні. Університетського курсу Обріст так і не закінчив. Повернувшись із війни, він заснував тижневик Dorflinde/«Сільська липа» (виходив недовго), у якому опублікував численні вірші та оповідання.
У 1868-му Обріст приїхав у Чернівці, де протягом п'яти років працював суплентом (молодшим викладачем) у греко-католицькій реальній гімназії. Там же познайомився з Карлом Емілем Францозом, який тоді вивчав юриспруденцію у Відні, але регулярно навідувався в Чернівці. Разом із Гансом фон Фінтлером вони плекали літературні плани, зокрема дальше видання альманаху Buchenblätter. Jahrbuch für deutsche Literaturbestrebungen in der Bukowina («Книжкові сторінки. Щорічник старань у галузі німецькомовної літератури на Буковині»). У 1864-му його заснував Вільгельм Капіллері, з 1870-го видавав Францоз, а з 1871-го — Обріст, який друкував у цьому видання також твори за буковинськими мотивами (Am Pruth/«Біля Прута»). Свою першу поетичну збірку Georginen («Жоржини») він присвятив учителеві — Піхлеру. У цій книжці були також переспіви із східнослов'янських поетів, зокрема Пушкіна й Воробкевича.
Обріст встиг випустити три номери «Книжкових сторінок». У 1873-му його перевели викладати в гімназії, що в Траутенау (нині Трутнов, Чехія). 1875 року він переселився до Інсбрука й працював у тамтешній університетській бібліотеці аж до виходу на пенсію в 1897-му. Він також редагував часописи Bohemia («Богемія»), Bote für Tirol und Vorarlberg («Вісник для Тиролю і Форарльберґу»), Innsbrucker Nachrichten («Інсбруцькі новини»), співпрацював з виданнями Fliegende Blätter («Летючі листки»), Album des literarischen Vereins Nürnberg («Альбом літературної спілки в Нюрнберзі»), Frankfurter Dichtergarten («Сад франкфуртських поетів») та іншими.
Обріст відомий як поліглот, що володів вісьмома мовами. Перекладав із польської (Залеський), шведської (Теґнер), італійської (Леопарді, Кардуччі, Россі), української (Воробкевич, Шевченко) й  російської (Пушкін, Тургенєв).

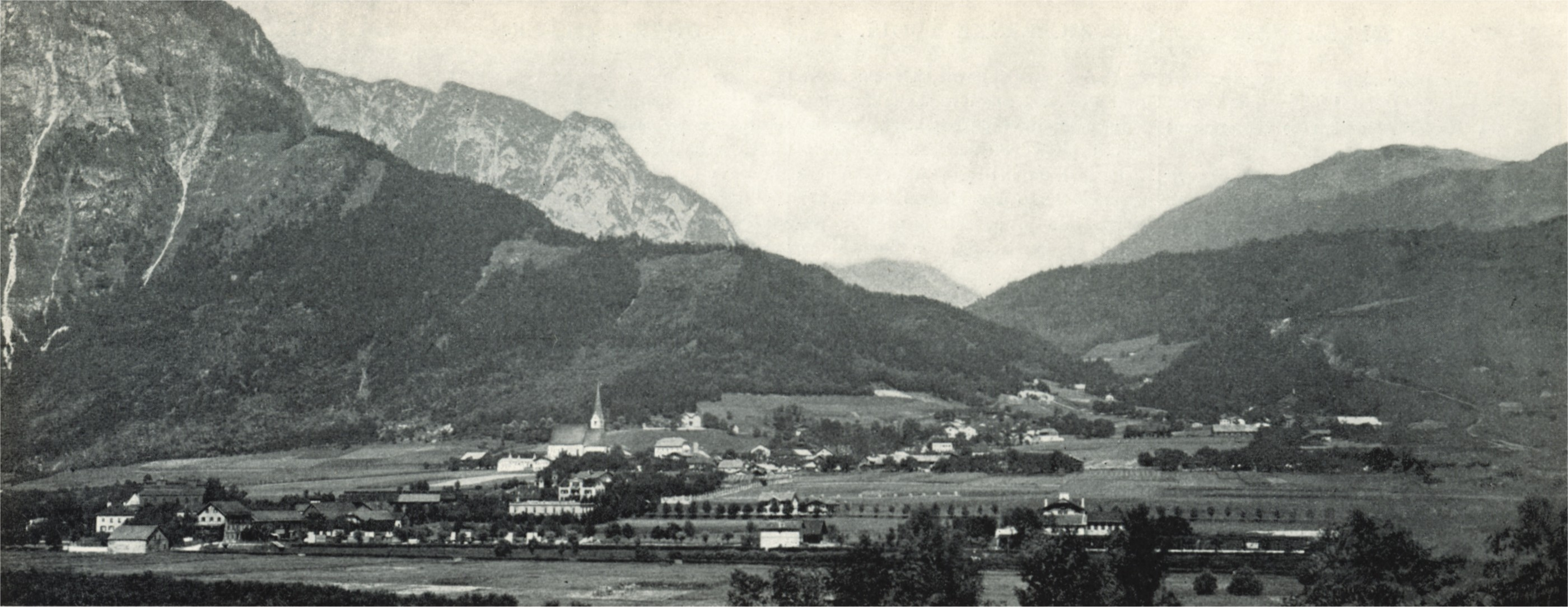
Єнбах — рідне місто Обріста. Близько 1898 року.

Обріст — дослідник творчості Тараса Шевченка, перший перекладач його поезії німецькою мовою. У Чернівцях видав 1870 року книжку про Шевченка, яка складається з критико-біографічного нарису про поета й перекладів 14 його творів, серед яких «Гамалія», «Заповіт», «Лілея», «Утоплена», «Коло гаю в чистім полі», «Русалка», «Ой три шляхи широкії», «Не додому вночі йдучи» тощо. Вказував на органічний зв'язок творчості українського поета з фольклором, дав високу оцінку його соціальним поезіям. Переклади Обріста опубліковано також 1914 року в спеціальному ювілейному номері журналу Ukrainische Rundschau («Український огляд», № 3 — 4), що вийшов тоді, й окремим збірником «Тарас Шевченко — найбільший поет України» (Відень, 1914).
Останні письменникові роки були затьмарені незгодою з місцевим духовенством, яке вбачало в ньому небезпечного дисидента, що своєю діяльністю підриває основи католицької віри. Ці конфлікти коштували йому здоров'я й призвели до ранньої смерті. Обріста поховали на Шпитальному цвинтарі в Інсбруку. Доробок цього письменника перебуває в міських архівах Інсбрука й чекає на своїх дослідників.

## Твори

### Окремі книжки
- Hippolyt Guarinoni. Ein kleiner Beitrag zur tirolischen Culturgeschichte. Innsbruck: Wagner 1867, 35 S.
- Georginen. Poetische Proben, ersonnen und gesungen am Inn und Pruth. [Adolf Pichler gewidmet]. Czernowitz: Buchowiecki 1870, 55 S.
- Taras Grigoriewicz Szewczenko, ein kleiner russischer Dichter, dessen Lebensskizze sammt Anhang, best. aus Proben seiner Poesien. In freier Nachdichtung von J. Georg Obrist. Czernowitz: Eigenverlag 1870, 63 S.
- Der Lyriker Hermann v. Gilm. Eine literarhistorische Skizze. Trautenau 1874, 52 S.
- Die Enthüllungsfeier des Schöpf-Denkmals in Telfs, 1875
- Jutta von Straßberg. Eine Erzählung aus der heimatlichen Vorzeit. Bozen: Ferrari 1875, 44 S. (Info)
- Dr. Balthasar Conradinus. Eine culturhistorische Skizze. Innsbruck: Wagner 1876, 31 S.
- R. Lechleitner. Ein Tiroler Autodidakt, 1878
- Für Igls! Neue Verse. [Der Ertrag wird vom Verleger dem Hilfscomité zugeführt]. Czernowitz: Czopp 1883, 19 S.
- Schloß Martinsbühel (Führer), 1888
- Südtirol. Bilder aus der Erinnerung. [Gemeinsam mit] Johann Georg Obrist. Innsbruck: Jenny 1926, 40 S.

### У складі інших видань
- Der deutsche Dichtergarten und die Dorflinde [Besprechung]. In: Bote für Tirol und Vorarlberg. 1866, S. 93
- Nach «San Martino»!; St. Peter als Fiedelmann; Heimweh. In: Herbstblumen. Beiträge tirolischer Schriftsteller zum Besten der durch Feuerbrünste geschädigten Bewohner von San Martino und Terres. Innsbruck: Wagner 1870, S. Vf, 135—138, 164f
- Hermann v. Gilm. Eine literarische Skizze. In: Bote für Tirol und Vorarlberg. 1874, S. 1871ff
- B. Hunold: Wache Träume [Besprechung]. In: Bote für Tirol und Vorarlberg. 1875, S. 1164
- R. Hanke: Walther von der Vogelweide [Besprechung]. In: Bote für Tirol und Vorarlberg. 1875, S. 1154
- Auf dem Berg Isel [Gedicht]. In: Bote für Tirol und Vorarlberg. 1880, S. 1627
- Der Andrä hat sich aufgemacht!. In: Andreas Hofer im Liede. Hg. Ludwig August Frankl. Innsbruck: Wagner 1884, S. 78f
- [Gedichte]. In: Josef Speckbacher, der Mann von Rinn. Hg. Hans Schletterer. Altenburg: Bonde 1885, S. 8-11 (Info)
- Innwanderung [Gedicht]. In: Innsbrucker Nachrichten. Jg./Nr. 171, 1888 (Beilage)
- Naturbetrachtung [Gedicht]. In: Innsbrucker Nachrichten. Jg./Nr. 180, 1888 (Beilage)
- Christkind kommt [Gedicht]. In: Innsbrucker Nachrichten. Jg./Nr. 295, 1888 (Beilage)
- Festgedicht zur Feier des 40jährigen Regierungsjubiläums S.M. des Kaisers Franz Josef. In: Pusterthaler Bote. Jg./Nr. 48, 1888
- Sultan Murad V.; Die Burgzofe von Starkenberg; Gefangen!; Minneglück [Gedichte]. In: Tiroler Dichterbuch. Hg. Ambros Mayr. (mit Kurzbiographie). Innsbruck: Wagner 1888, S. 182—184
- Esto vir!; Am grünen Angerrasen [Gedichte]. In: II. Tiroler und Vorarlberger Nationalfest am 29. November 1890. Festblatt. Literarische Beiträge zum Besten der Überschwemmten. Wien 1890, S. 12
- Zum Andenken Speckbachers [Gedicht]. In: Tiroler Stimmen. Jg./Nr. 197, 1891
- Zum 100 Geburtstag eines Tiroler Dichters [Johann Senn]. In: Innsbrucker Nachrichten. Jg./Nr. 73, 1892
- Ignaz Vinzenz v. Zingerle [Gedicht]. In: Bote für Tirol und Vorarlberg. 1892, S. 1811
- An das Sonett [Gedicht]. In: Festschrift zur V. Hauptversammlung des Deutsch-österr. Lehrerbundes in Innsbruck. Innsbruck: Eigenverlag 1894, S. 24
- Heimweh [Gedicht]. In: Tirol's Kunst- & Geistesleben (Beiblatt zum Tiroler Wastl). Jg./Nr. 14, 28.04.1901, S. 3f.
- [Gedichte]. In: Tirol's Kunst- & Geistesleben (Beiblatt zum Tiroler Wastl). Jg./Nr. 15, 12.05.1901, S. 4
- Fingerzeig. In: Der Scherer. Jg./Nr. 48, [30.11].1902, S. 6
- Einiges aus der «guten alten Zeit» in Tirol. Kulturgeschichtliche Mitteilungen. In: Innsbrucker Nachrichten. Jg./Nr. 113, 1908, S. 17
- Fred. Zur Erinnerung an den Naturfreund, Jäger und Maler Alfred Popp. In: Tiroler Sonntagsblatt. Jg./Nr. 35, 30.08.1925
- Maiabend [Gedicht]. In: Tiroler Sonntagsblatt. Jg./Nr. 22, 1928, S. 1
- Aschermittwoch [Gedicht]. In: Tiroler Sonntagsblatt. Jg./Nr. 9, 1928, S. 1
- Wanderliebe [Gedicht]. In: Tiroler Sonntagsblatt. Jg./Nr. 36, 1929, S. 1
- Herbst [Gedicht]. In: Tiroler Sonntagsblatt. Jg./Nr. 37, 1930, S. 4
- Versäume nichts! [Gedicht]. In: Tiroler Sonntagsblatt. Jg./Nr. 4, 1930, S. 7
- Memento mori! [Gedicht]. In: Tiroler Sonntagsblatt. Jg./Nr. 41, 1930, S. 5
- Jutta von Straßberg. Erzählung aus der heimatlichen Vorzeit. In: Tiroler Sonntagsblatt. Jg./Nr. 44, 1930, S. 1-3 (Info)
- «Pauluslied». In: Tiroler Heimatblätter. Jg./Nr. 1, 1931, S. 13-14
- Der Märchenquell [Gedicht]. In: Tiroler Sonntagsblatt. Jg./Nr. 12, 1931, S. 4
- Wie heiß ich Dich liebe [Gedicht]. In: Tiroler Sonntagsblatt. Jg./Nr. 14, 1931, S. 6
- Wilhelm Biener [Gedicht]. In: Tiroler Sonntagsblatt. Jg./Nr. 16, 1931, S. 3
- Sankt Notburga [Gedicht]. In: Tiroler Sonntagsblatt. Jg./Nr. 17, 1931, S. 3
- Klärung [Gedicht]. In: Tiroler Sonntagsblatt. Jg./Nr. 5, 1931, S. 5
- Die steinerne Rose [Gedicht]. In: Innsbrucker Nachrichten. Jg./Nr. 77, 1931, S. 3
- Andreas Hofers letzter Gang [Gedicht]. In: Zillertaler Heimatstimme. Jg./Nr. 7, 1952, S. 1
- Gefangen [Gedicht]. In: Innsbruck aktuell. Jg./Nr. 25, 1989, S. 6 (Info)